# 雅爾若戰役
雅爾若戰役發生於1429年6月11-12日。這是聖女貞德首次參與的侵攻戰役。在解除奧爾良之圍後不久，法軍收復羅亞爾河沿岸的鄰近地區。

## 背景
1428年後，正值百年戰爭後期的階段，英格蘭人和勃艮地人的聯盟幾乎占領了整個羅亞爾河以北的法國領土，許多沿著河岸的重要據點也被奪取。法國在羅亞爾河畔僅剩最後的重要城市─奧爾良，也自1428年10月起遭到包圍。一旦英軍控制了整個羅亞爾河流域，法國南部及皇太子最後的據點將受到英軍直接威脅。
1429年3月上旬，貞德抵達希農和皇太子見面，在經過普瓦捷的教會人員檢驗過後，她便參與一支大規模的奧爾良救援部隊，在5月9日成功解除了奧爾良之圍，證實這項行動的成效。
奧爾良的橋梁在包圍解除前不久被摧毀。法軍也失去了其他所有渡口的控制權。三場小規模且快速的戰役於雅爾若、羅亞爾河畔默恩、博讓西，展示了法軍重新建立的信心，並打下讓後來居上的法軍能順利攻下兰斯的基礎。羅亞爾河戰役中殺死、俘虜或羞辱了大多數英軍的高層指揮官，也消滅了大量英國長弓兵中的菁英。
羅亞爾河戰役中包含五場戰役：
1.奧爾良之圍
2.雅爾若戰役
3.羅亞爾河畔默恩戰役
4.博讓西戰役
5.帕提戰役

## 從奧爾良到雅爾若
隨著奧爾良之圍解除，法軍為了下一階段的軍事行動花費一個月左右的時間集結並增強軍力。6月上旬，一場皇太子親臨的法國軍事領袖會議，決定發動一個掃蕩羅亞爾河谷英軍部隊的戰略計畫。6月9日，軍隊隨著貞德集合在奧爾良，同日行軍至雅爾若，作為羅亞爾河戰役的開端。
同時，在6月8日，約翰·法斯特爾夫率領數千人的援軍離開巴黎，前往羅亞爾河谷。

## 雅爾若
雅爾若是法國中央地區羅亞爾河南岸的小鎮，位於奧爾良東方約莫十哩左右的距離，在數年前被英軍佔據作為入侵南方的戰略據點。這個城市有數座高塔及堅固的門作為防禦工事，城牆外的壕溝更增強了防禦的效果，城外郊區也隨之發展起來。另外還有一座強化防禦過的橋樑，通往河的北岸，在戰役後期具有重要的戰略價值。城鎮內由一支約700人的火器部隊防守。

## 戰術
聖女貞德和阿朗松公爵領導一支軍隊，成員包含让·德·迪努瓦、吉爾·德·雷、让·波东·德·桑特拉耶以及拉伊爾。英國守軍則由薩福克公爵威廉·德拉波爾領導。
戰鬥由法軍攻擊郊區開始。英國守軍放棄城牆，法軍則向後退。貞德以自己的旗幟為中心開始集結法軍，當晚法軍駐紮在郊區，而英軍回到城牆。
隔天早上貞德要求守軍投降，但被對方拒絕，接著法軍便使用原始加農砲和攻城砲砲擊城牆，造成一座高塔倒塌。之後薩福克公爵私下和法軍次級將領拉伊爾進行投降談判，這個行為因為有違禮儀而引起法軍指揮階層的反彈。
貞德開始對城牆發動攻擊，不過在攀爬雲梯時，遭到裂成兩半的石彈打中頭盔，所幸沒有大礙。英軍遭受到龐大的損失，原來的700人有300-400人傷亡，薩福克公爵遭到俘虜；法軍1200人的部隊相較起來似乎損失較輕。